# هانوشوویتسه
هانوشوویتسه (به چکی: Hanušovice) یک منطقهٔ مسکونی و شهرستان دارای شهرک سابقاً روستا در جمهوری چک است که در ناحیه شومپرک واقع شده‌است. هانوشوویتسه ۳٬۴۲۶ نفر جمعیت دارد.